# Lung Chien
Lung Chien (劍龍 / 剑龙 | cantonés) també conegut com el nom de ploma Kim Lung, va ser un actor i director xinès, nascut el 1916 i mort el 28 de maig de 1975.
Nascut el 1906, va dirigir més de 30 pel·lícules, sobretot a Taiwan i Hong Kong. Va morir a Taipei el 1975 als 59 anys.

## Filmografia

### Actor
- 1956: Yun He Xun Qing Ji
- 1957: Wanhua Skeleton Incident
- 1957: Murder at Room 7, Keelung City
- 1957: Mei Ting En Chou Chi
- 1962: Five Difficult Traps
- 1963: Father Tiring Child
- 1964: Ba Mao Chuan
- 1965: Three Beautiful Blind Female Spies
- 1971: Darkest Sword
- 1973: Wang Yu, King of Boxers
- 1976: Calamity

### Director
- 1966 The Wandering Knight
- 1967 Queen of Female Spies
- 1967 Dragon Inn
- 1968 Dragon Tiger Sword
- 1969 Flying Over Grass
- 1969 Knight of the Sword
- 1969 The Ringing Sword
- 1970 Golden Sword and the Blind Swordswoman
- 1970 The Darkest Sword
- 1970 The Bravest Revenge'
- 1971 Ghost Lamp
- 1971 Struggle Karate
- 1971 Extreme Enemy
- 1972 Queen of Fist
- 1972 Boxers of Loyalty and Righteousness
- 1972 El hombre de la mano de acero contra el dragón rojo
- 1973 The Angry Hero
- 1973 Kung Fu Powerhouse
- 1973 Wang Yu, King of Boxers
- 1973 Gold Snatchers
- 1974 Cop Mortal

### Guionista
- 1975 Lo Yang Bridge